# ヒロ・ナリタ
ヒロ・ナリタ（Hiro Narita、1941年6月26日 - ）は、アメリカ合衆国の撮影監督。全米撮影監督協会会員。

## 来歴
日本人を両親に大日本帝国京畿道京城府（現・大韓民国ソウル特別市）に生まれる。終戦後の1945年、奈良を経て東京に移る。父親は早くに亡くなり、母親が日系アメリカ人と再婚したため、1957年、ハワイのホノルルに移る。サンフランシスコ・アート・インスティテュートでグラフィックデザインを学ぶ。
マイケル・リッチー監督の『候補者ビル・マッケイ』（1971年）で撮影を担当したジョン・コーティとヴィクター・J・ケンパーのアシスタントをした後、1975年にテレビ映画『さらばマンザナール収容所』で撮影監督デビューし、エミー賞にノミネートされる。一方、マーティン・スコセッシ監督のドキュメンタリー映画『ラスト・ワルツ』や、『地獄の黙示録』、『アメリカン・グラフィティ2』にカメラ・オペレータの1人として参加している。
1983年、『ネバー・クライ・ウルフ』で第4回ボストン映画批評家協会賞と第18回全米映画批評家協会賞の各撮影賞を受賞した。

## 主な作品
- さらばマンザナール収容所 Farewell to Manzanar (1975) テレビ映画
- ラスト・ネヴァー・スリープス Rust Never Sleeps (1979) ドキュメンタリー映画
- ネバー・クライ・ウルフ Never Cry Wolf (1983)
- 跳べ!シルベスター Sylvester (1985)
- バック・トゥ・ザ・ドリーム The Blue Yonder (1985) テレビ映画
- アメリカン・プレイハウス American Playhouse (1985, 1988) テレビドラマ
- 禁じられた恋 Fire with Fire (1986)
- アメリカ Amerika (1987) テレビミニシリーズ
- ノーマンズ・ランド No Man's Land (1987)
- ミクロキッズ Honey, I Shrunk the Kids (1989)
- ロケッティア The Rocketeer (1991)
- スタートレックVI 未知の世界 Star Trek VI: The Undiscovered Country (1991)
- ハリウッド・アドベンチャー/3つの扉 第1話「決闘」 Two-Fisted Tales Segment: Showdown (1991) テレビ映画
- ガンメン Gunmen (1993)
- ホーカス ポーカス Hocus Pocus (1993)
- ゼイ・ウォッチ They (1993) テレビ映画
- ホワイトファング2/伝説の白い牙 White Fang 2: Myth of the White Wolf (1994)
- アライバル/侵略者 The Arrival (1996)
- ジャイアント・ピーチ James and The Giant Peach (1996)
- クローン・オブ・エイダ Conceiving Ada (1997)
- サブダウン Sub Down (1997) ビデオ映画
- ビザと美徳 Visas and Virtue (1997) 短編ドキュメンタリー映画
- サンタに化けたヒッチハイカーは、なぜ家をめざすのか? I'll Be Home for Christmas (1998)
- フォートレス2 Fortress 2 (2000)
- ダーティ・ピクチャー 禁断の写真 Dirty Pictures (2000) テレビ映画
- ダーウィン・アワード The Darwin Awards (2006)